# Anysia von Thessaloniki

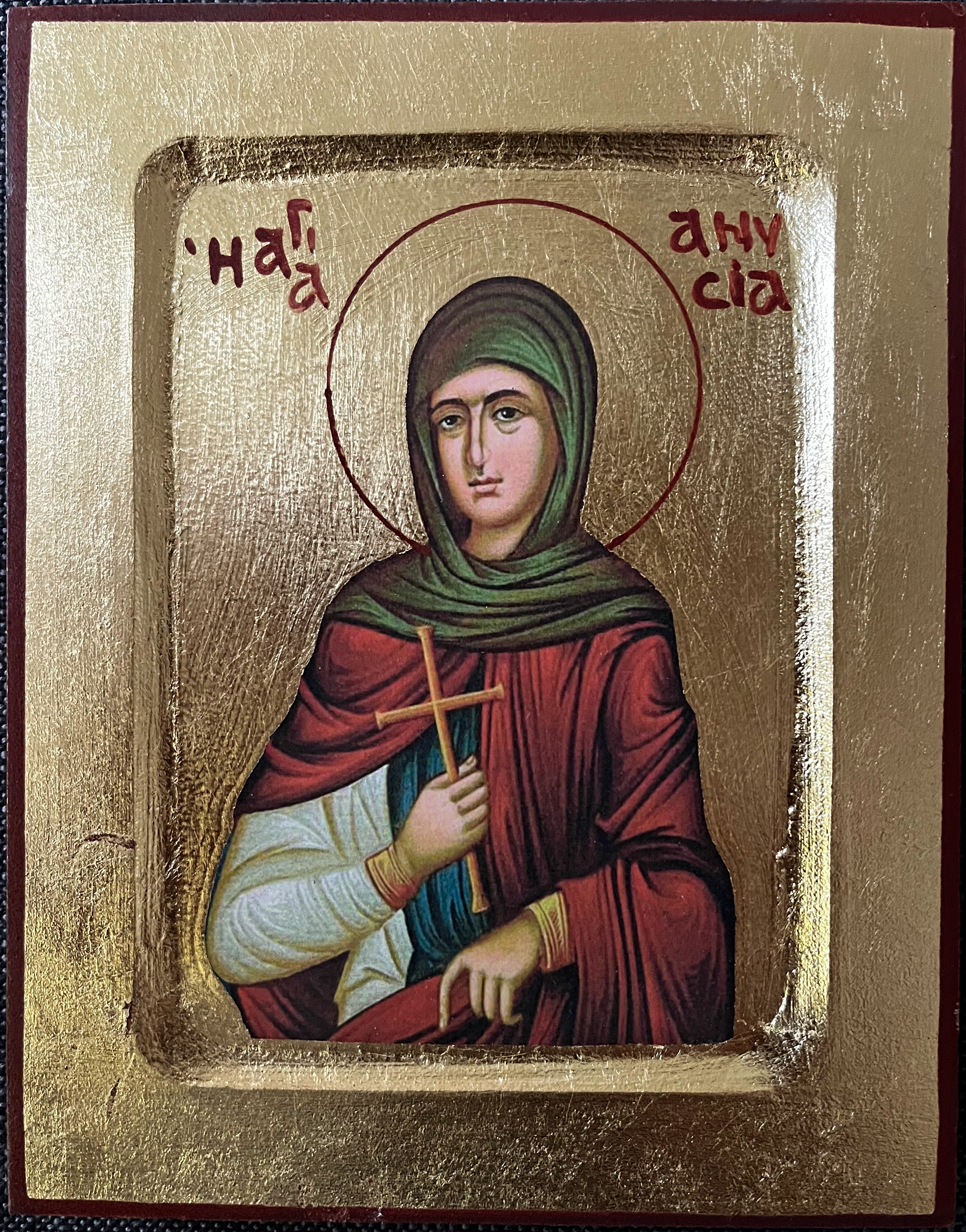
Anysia von Thessaloniki, griechische Ikone

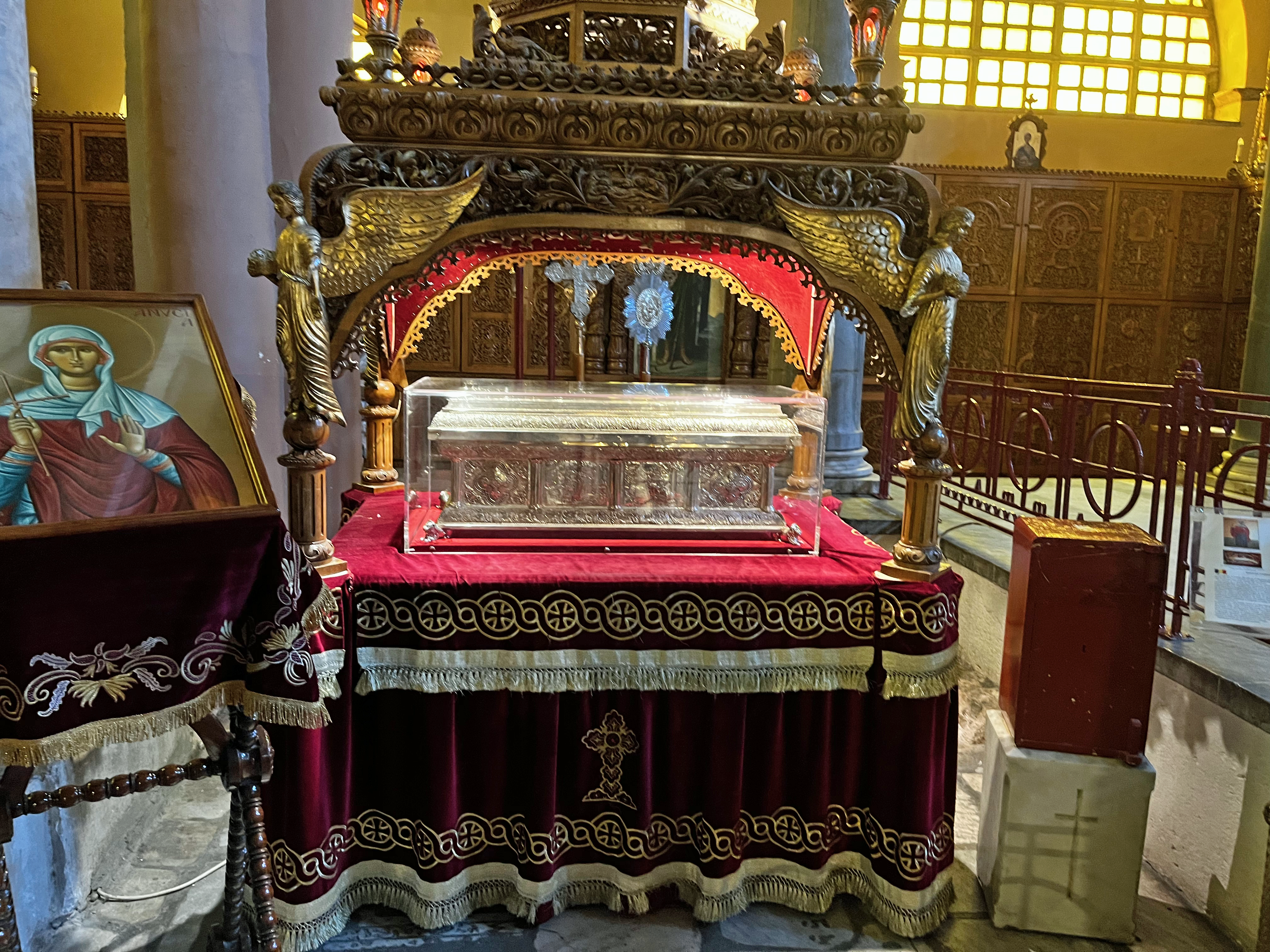
Silberner Reliquienschrein der Anysia von Thessaloniki in der Demetrios-Basilika von Thessaloniki

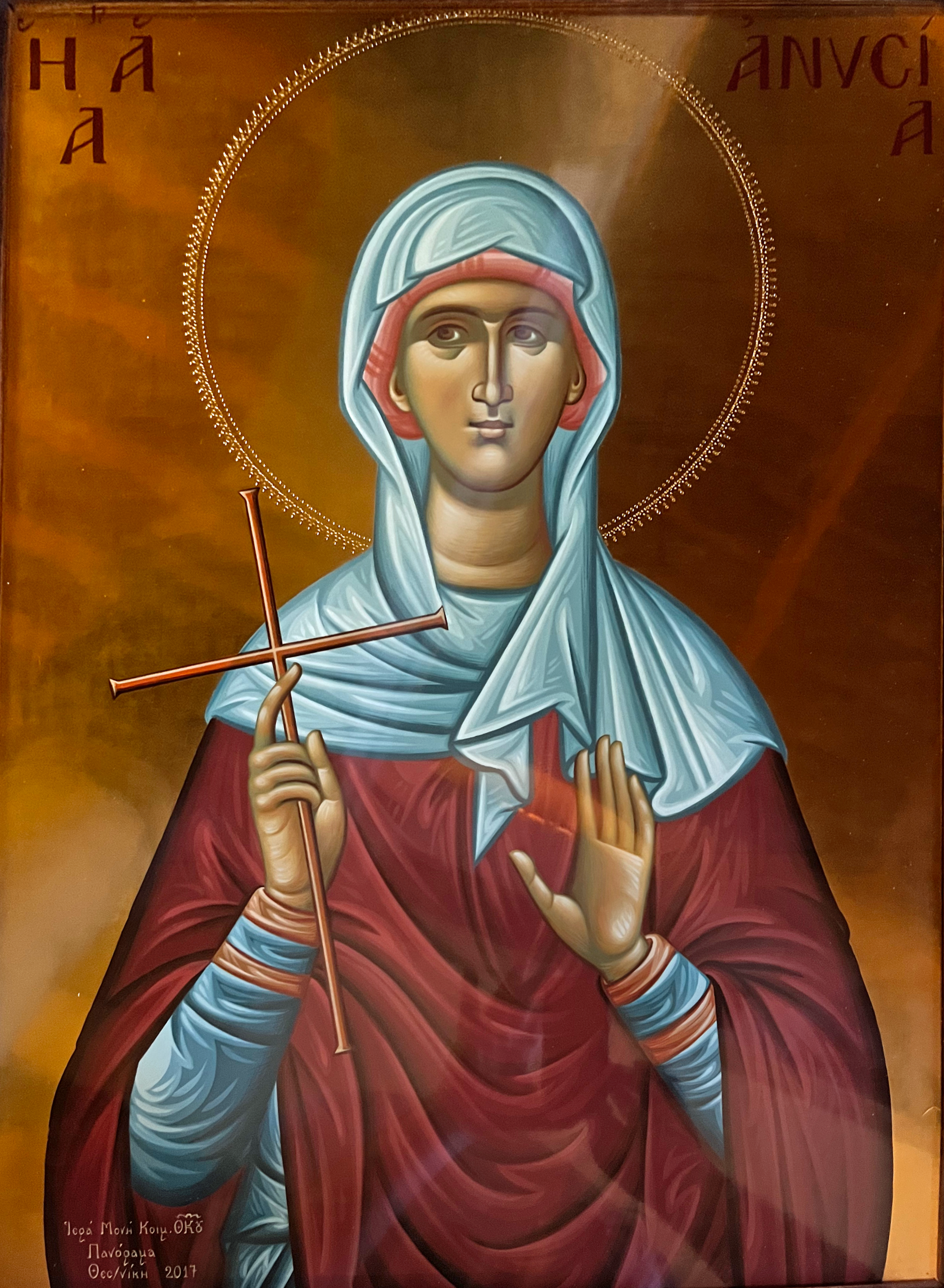
Griechische Ikone der Anysia von Thessaloniki in der Demetrios-Basilika

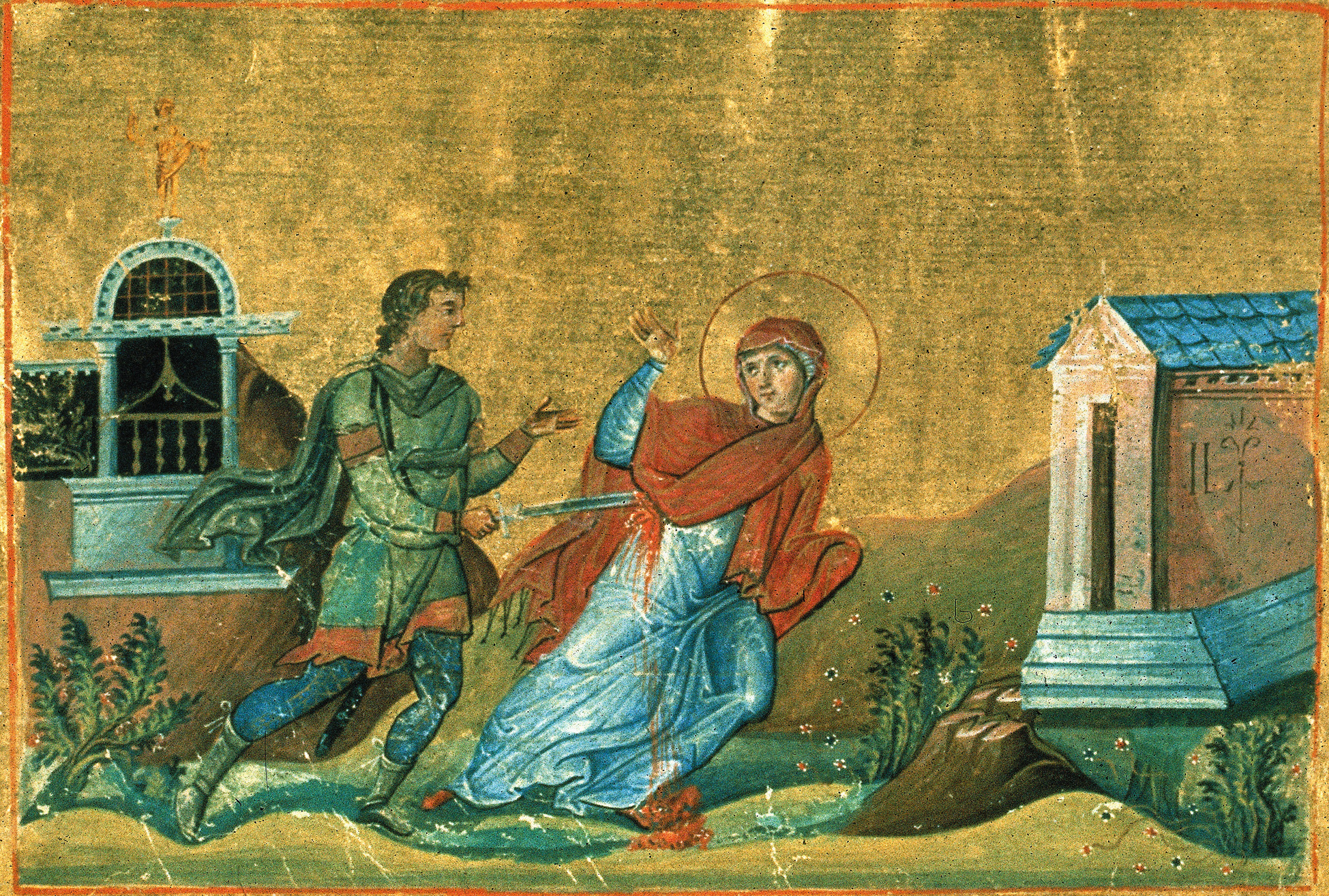
Der Angriff und Mord an Anysia durch den Soldaten, aus dem Menologion von Basil II, 10. Jahrhundert

Anysia von Thessaloniki (griechisch Αγία Ανυσία, russisch Анисия Солунская, * um 285 in Thessaloniki, Griechenland; † 304 in Thessaloniki, Cassandreia Tor) war eine christliche Heilige und Märtyrerin. Sie wird von der orthodoxen und von der römisch-katholischen Kirche als Heilige verehrt.
Über ihre Person gibt es nur legendarische Zeugnisse aus späteren Jahrhunderten, daher ist ihre historische Existenz nicht zweifelsfrei gesichert.
Anysia fiel der Christenverfolgung der römischen Kaiser Maximian und Diokletian zum Opfer. Die diokletianische Christenverfolgung war die letzte und schwerste der Christenverfolgungen im Römischen Reich. 303 erließen die römischen Kaiser Diokletian, Maximian, Galerius und Constantius eine Reihe von Edikten, mit denen sie die Rechte der Christen widerriefen und von ihnen verlangten, den römischen Göttern zu opfern.

## Legende
Anysia von Thessaloniki soll während der gemeinsamen Regierung der römischen Kaiser Maximian und Diokletian gelebt haben.
Das Leben und Martyrium von Anysia wird in mehreren hagiographischen Schriften beschrieben. Eine griechische Heiligenvita der Anysia ist im Menologion des Symeon Metaphrastes aus der zweiten Hälfte des 10. Jahrhunderts enthalten. Der griechische Text wurde von Kartäusermönch Laurentius Surius in Latein übersetzt und 1575 in Köln gedruckt. Einer breiten Öffentlichkeit wurde der Text durch die Veröffentlichungen von Abbé Jacques-Paul Migne 1881 vermittelt.  Joseph Viteau publizierte 1887 zwei griechische Texte über das Martyrium der Heiligen Anysia. Hierzu gehört ein Text mit lateinischer Übersetzung aus dem Codex Parisinus gr. 1295 und ein Text aus dem Codex Vaticanus gr. 816 und dem Codex Ottobonianus gr. 387. Paul Émile Lemerle datiert diesen Text auf 1370. Dieser Text findet sich auch in der Bibliothek des Athos Klosters Vatopedi Athous Vatoped 498. In Latein erfolgte die Übersetzung von Laurentius Surius.  Eine unzureichend dokumentierte Tradition schreibt eine Anysia Heiligenvita einem Diakon Gregor aus dem 12. Jahrhundert zu.

Die Märtyrerin Anysia lebte den Hagiographien zufolge in der griechischen Stadt Thessaloniki und stammte aus einer reichen, angesehenen und frommen christlichen Familie. Die Eltern erzogen sie sehr fromm und ermöglichten ihr eine gute Ausbildung. Sie blieb meistens zu Hause und klagte sehr oft über das jugendliche Alter:
„O insidiosam aetatem, quae aut laedit, aut laeditur. Pulchra res est senectus. Hei mihi! longitudo temporis me moestitia afficit, quae tandiu separat a coelestibus.“ Anysia von Thessaloniki

„O gefährliches Alter, das entweder verführt oder verführt wird! Das Greisenalter ist etwas Schönes. Weh mir! Die Länge der Zeit, welche mich vom Himmel entfernt hält, erfüllt mich mit Traurigkeit.“
Nach dem Tod ihrer Eltern überlegte Anysia, was sie mit ihrem großen Reichtum anfangen solle, denn sie hatte große Landgüter, viele Sklaven und Viehherden, eine Menge Schmuck aus Silber, Gold und Edelsteinen und Geld geerbt. Sie fasste den Entschluss, alles an Witwen, Weisen und Arme zu verschenken und selbst arm zu werden. Dann verkaufte Anysia ihr gesamtes Erbe, ohne zu handeln, nur sagte sie zu jedem Käufer: „Wisse, dass die verkauften Dinge den Bedürftigen und Armen gehören. Setze deshalb einen gerechten Preis fest, damit du gleichzeitig auch etwas zurückerhältst, denn der Herr ist gerecht und liebt die Wahrheit und zahlt in Gerechtigkeit zurück.“ Als sie ihren gesamten Besitz verkauft hatte, verschenkte sie alles Geld. Sie ging in die Gefängnisse und tröstete die Gefangenen. Die durch Folter zerquetschten Glieder mancher Gefangener versuchte sie durch Überschläge und Salben zu heilen. Sie besuchte Kranke und pflegte sie. Nachdem sie ihr gesamtes Vermögen verschenkt hatte, bewohnte sie ein kleines Haus und erwarb sich durch ihrer Hände Arbeit die notwendige Nahrung. Anysia verbrachte ihr Leben im Gebet und Fasten und legte das Gelübde eheloser Keuschheit ab. 
„Et hec dicens, orabat cum lacrymis: Domine, Jesu Christe, lux vera, fons immortalitalis, radix incorruptionis, qui mysterium virginitatis in utero concepisti, qui matris nomen nulla labe inquinatum custodiisti, bone Domine, praesta ne virginum chorum deseram, ne excludar thalamo, sed me refer in numerum virginum prudentum, et dignare me, Domine, ut lampadem ferens, victis, quae inquinari nequeunt, certaminibus glorificer.“ Anysia von Thessaloniki

„Und indem sie dies sagte, betete sie unter Tränen: Herr, Jesus Christus, wahres Licht, Quelle der Unsterblichkeit, Wurzel der Unverderblichkeit, in der das Geheimnis der Empfängnis in einem jungfräulichen Mutterleib liegt, der du den Namen deiner Mutter von jeder Befleckung bewahrt hast, gütiger Herr, gib, dass ich den Chor der Jungfrauen nicht verlasse, dass ich nicht aus deinem Brautgemach ausgeschlossen werde, sondern zähle mich zu den weisen Jungfrauen, und mache mich würdig, o Herr, die Fackel zu tragen, um den Kampf zu rühmen mit den Besiegten, die unfähige Befleckte sind.“
Den Tag verbrachte sie mit Übungen der Frömmigkeit, mit Beten und Lesen, die Nacht verbrachte sie mit Psalmen-Singen und Beten. Sie schlief auf dem Fußboden mit einer Matte und einem Sack als Bettdecke.
Um 304 ging Anysia auf dem Weg zur Kirche durch das Cassandreia Tor der östlichen Stadtmauer von Thessaloniki. Am Stadttor bestand ein Auflauf lärmender und aufgeregter Menschen. An diesem Tor führte ein heidnischer römischer Soldat Personenkontrollen durch. In der hagiographischen Schrift wird angegeben, dass der Soldat Anysia kontrollieren wollte, da er von ihrer Schönheit überwältigt war. Er fragte, wer sie sei und wohin sie gehe? Anysia gab keine Antwort und machte mit dem Finger das Zeichen des Kreuzes auf ihrer Stirn. Der Soldat sah dies als Beleidigung an, fasste sie und schrie, sie solle auf der Stelle sagen, wer sie sei und wohin sie gehe. Anysia antwortete „Ich bin die Magd Christi und gehe zur Messe in die Kirche!“ Der Soldat erwiderte: „Aber ich lasse dich nicht dorthin gehen, sondern werde dich in einen Tempel führen, um den Göttern zu opfern. Wir feiern heute das Fest des Sonnengottes (Geburtstag des Sol invictus (dies natalis Invicti), um den 25. Dezember).“
Mit dem Erlass des Kaisers Diokletian vom 23. Februar 303 waren christliche Gottesdienste verboten und die Todesstrafe für alle, die das Kaiseropfer verweigerten, verfügt worden.
Der römische Soldat ergriff nun ihren Schleier, das Symbol ihres Keuschheitsgelübdes, um ihr Gesicht zu enthüllen. Anysia wehrte sich und spuckte ihm in das Gesicht und sagte „Jesus Christus wird dich bestrafen, Teufel“. Der nun zornige Soldat zog sein Schwert, rammte es in Anysias Seite, wodurch sie sofort getötet wurde.
Der Körper der Anysia wurde von Christen mit parfümiertem Öl in feines Leinen eingewickelt, aus dem Cassandreia Tor (heute Syntrivani Square) aus der Stadt getragen und etwa zwei römische Stadien (370 m) auf der linken Seite (nördlich) der Hauptstraße Thessaloniki nach Kassandra am 30. November bestattet. Hier wurde eine Kirche zu Ehren der Heiligen errichtet.

## Geschichte und Archäologie
Über Anysias Grab wurde eine Kapelle mit einem Martyrion errichtet, aus der ein ihr geweihtes Kloster entstand.  Ein Dokument aus dem Athos Kloster Iviron von 1104 beschreibt ein Kloster der heiligen Märtyrerin Anysia an der Hauptstraße östlich des Cassandreia Tors von Thessaloniki. Das Kloster wird in diesem Text ausführlich beschrieben und muss demzufolge 1104 von bemerkenswerter Bedeutung gewesen sein. Die Kirche der Heiligen Aysia wird kreuzförmig mit Galerien im Westen, die von einem Tribelon getragen werden und einen Narthex bilden. In der Mitte der Kirche befand sich eine Krypta in Form eines Kreuzes, die über eine elfstufige Treppe erreichbar war. Im nördlichen Teil befanden sich die Reliquien verschiedener Heiliger, im südlichen Teil das Reliquiar der Heiligen Anysia, der östliche Teil war eine Kapelle. Südlich an die Kirche angeschlossen waren zwei Gebäude mit jeweils einem Innenhof, von denen eines als Küche und das andere als Refektorium dient. Außerhalb dieses kirchlichen Komplexes, auf der Ostseite befindet sich ein zweistöckiger Bau, bestehend aus einem Erdgeschoss mit zwei Räumen, deren Nutzung nicht angegeben ist, und im ersten Stock, erreichbar über eine Außentreppe aus Tuffstein, zwei angrenzende Räume, die als Triklinos (Speisesaal) und Koouboukleion (Schlafgemach) bezeichnet werden, mit einer gemeinsamen, wahrscheinlich überhängenden Veranda (Hèliakos).
Am 4. Juli 1980 fand man bei Bauarbeiten an der neuen Tritis-Septemvriou-Straße, innerhalb der Grenzen der frühchristlichen, außerhalb der östlichen Stadtmauer von Thessaloniki gelegenen Ostnekropole, eine frühchristliche Kapelle, die als kreuzförmiges Martyrion gedeutet werden konnte. Es wird davon ausgegangen, dass das Martyrion, die angrenzende Basilika und der Friedhof um 618 während einer Belagerung Thessalonikis durch die Awaren zerstört wurden.
In der Apsis wurde ein Grab gefunden, das als Märtyergrab gedeutet wurde. Das Grab und die Gebeine wurden auf dem Kongress für Christliche Archäologie 1980 in Thessaloniki  von Theodoros Zisis als das der Anysia von Thessaloniki gedeutet. Die Gebeine wurden anschließend vom frühchristlichen Friedhof in die Demetrios-Basilika von Thessaloniki verbracht. Hier befinden sich die Gebeine in einem silbernen Reliquienschrein, an dem nun von vielen Wunderheilungen berichtet wird.
Marki widerspricht allerdings der Zuweisung des Martyrions an die heilige Anysia. Die Kirche der Anysia wird zwar in einem Dokument des Klosters Iviron von 1115 als eine Kreuzbasilika beschrieben, unterhalb derer sich eine Kreuzkrypta mit der Larnax der Märtyrerin im nördlichen Kreuzarm befand, aber das aufgefundene Martyrion befindet sich an der rechten Seite der öffentlichen Straße. In der Hagiographie befindet sich Anysias Grab allerdings ausdrücklich links der Straße. In einem weiteren byzantinischen Dokument wird das Martyrion der heiligen Anysia auf der Höhe des ebenfalls links liegenden „Tores der Erzengel“ (πύλη των αρχαγγέλων) abgebildet. Aus diesem Grund schlägt Marki die Zuweisung des ausgegrabenen Martyrions zum Heiligen Alexander von Thessaloniki vor.

## Darstellung
Anysia von Thessaloniki wird mit den Attributen Schleier und Kreuz dargestellt.

## Verehrung
Der Feiertag wird von der orthodoxen und katholischen Kirche am 30. Dezember gefeiert.